# Condado
Condado é um termo que vem do francês antigo, Comté, que antigamente era uma região ou um pequeno território comandado por um conde ou visconde, dado por um rei a um conde em recompensa por algum mérito realizado.
Na atualidade, um Condado é um território administrativo equivalente a um município ou região metropolitana, é um termo muito comum em países onde o idioma nativo é o inglês, como os Estados Unidos da América, o Reino Unido, o Canadá, a Irlanda e a Austrália. Nesses países recebem o nome County, palavra em inglês que significa Condado.
Na Europa um condado (Comté, county, Grafschaft, Earldom) era a terra sob a jurisdição de um conde (comte, conde, Graf, earl). Na história de Portugal, o Condado Portucalense deu origem ao Reino de Portugal, por separação a partir do Reino de Leão.